# Noirefontaine (Doubs)
Noirefontaine é uma comuna francesa na região administrativa de Borgonha-Franco-Condado, no departamento de Doubs. Estende-se por uma área de 3,35 km². Em 2010 a comuna tinha 346 habitantes (densidade: 103,3 hab./km²).